# Mansquito
Mansquito (br: Mosquito Man) é um telefilme estadunidense de 2005, dirigido por Tibor Takács e foi ao ar no Sci-Fi Channel.

## Sinopse
Esta produção no gênero catástrofe mostra o que acontece quando um homem é infestado pela radioatividade de um laboratório onde cientistas estavam trabalhando numa vacina que utilizava genes de mosquitos. Suas cobaias para testes eram prisioneiros condenados à morte, mas um deles (Matthew Jordon) tenta fugir e sofre o acidente que o transforma numa criatura assustadora, meio homem meio mosquito. O pior é que ele se alimenta de sangue fresco e está à procura de vítimas.

## Elenco
- Corin Nemec .... Lt. Tom Randall
- Musetta Vander ....  Dr. Jennifer Allen
- Matt Jordon .... Ray / Mansquito
- Patrick Dreikauss .... Detective Charlie Morrison
- Jay Benedict .... Dr. Aaron Michaels
- Christa Campbell ....  Liz